# Elite-Rennen
Das Elite-Rennen war ein Trabrennen über eine Distanz von 2011 m. Vor 1986 betrug die Distanz des Gruppe-I-Rennens mit Autostart 2500 m. Es war eines der bedeutendsten europäischen Trabrennen, bevor es 2005 aus dem Kalender gestrichen wurde.
Ein weiteres Gruppe I-Trabrennen in Deutschland ist das Traber Derby auf der Trabrennbahn Mariendorf in Berlin.

## Rennbahn Gelsenkirchen
Das Elite-Rennen wurde auf der Rennbahn Gelsenkirchen ausgetragen.

## Sieger
| Jahr | Pferd              | Land               | Distanz | Zeit   | Vater            | Fahrer                | Zweiter            | Dritter         |
| ---- | ------------------ | ------------------ | ------- | ------ | ---------------- | --------------------- | ------------------ | --------------- |
| 2004 | Revenue            | Schweden           | 2011 m  | 1'14"1 | Rêve d'Udon      | Lutfi Kolgjini        | Digger Crown       | Freiherr As     |
| 2003 | Revenue            | Schweden           | 2011 m  | 1'11"7 | Rêve d'Udon      | Lutfi Kolgjini        | Intact Hornline    | Freiherr As     |
| 2002 | Legendary Lover K. | Vereinigte Staaten | 2011 m  | 1'12"5 | Armbro Goal      | Steen Juul            | Intact Hornline    | Presta Yankee   |
| 2001 | Varenne            | Italien            | 2011 m  | 1'13"7 | Waikiki Beach    | Giampaolo Minnucci    | Intact Hornline    | Baron Pepper    |
| 2000 | Giesolo de Lou     | Frankreich         | 2011 m  | 1'14"6 | Biesolo          | Jean-Paul Fichaux     | Varenne            | Baron Pepper    |
| 1999 | Indian Silver      | Schweden           | 2011 m  | 1'12"  | Choctaw Brave    | Stig H. Johansson     | Rudolf Le Ann      | Nuke It Linsay  |
| 1998 | Huxtable Hornline  | Schweden           | 2011 m  | 1'15"4 | Sherwood         | Anders Lindqvist      | Dryade des Bois    | Atom Tess       |
| 1997 | Dryade des Bois    | Frankreich         | 2011 m  | 1'12"6 | Off Gy           | Joseph Verbeeck       | Zoogin             | Express First   |
| 1996 | Zoogin             | Schweden           | 2011 m  | 1'13"8 | Zoot Suit        | Åke Svanstedt         | Lovely Godiva      | Triple T Storm  |
| 1995 | Activity           | Schweden           | 2011 m  | 1'11"9 | Active Bowler    | Anders Lindqvist      | Copiad             | Abo Volo        |
| 1994 | Abo Volo           | Frankreich         | 2011 m  | 1'12"9 | Lurabo           | Paul Viel             | Sea Cove           | Campo Ass       |
| 1993 | Sea Cove           | Kanada             | 2011 m  | 1'14"5 | Bonefish         | Joseph Verbeeck       | Texas Express      | Ideal           |
| 1992 | Sea Cove           | Kanada             | 2011 m  | 1'13"3 | Bonefish         | Joseph Verbeeck       | Brendy             | Super Darby     |
| 1991 | Shogun Lobell      | Vereinigte Staaten | 2011 m  | 1'13"8 | Super Bowl       | Berndt Lindstedt      | Quellou            | Brendy          |
| 1990 | Rêve d’Udon        | Frankreich         | 2011 m  | 1'14"1 | Ejakval          | Yves Dreux            | Brendy             | Marie Dillon    |
| 1989 | Rêve d'Udon        | Frankreich         | 2011 m  | 1'15"2 | Ejakval          | Yves Dreux            | Indus              | Reado           |
| 1988 | Yzeren Hein        | Niederlande        | 2011 m  | 1'14"2 | Manza Buitenzorg | R. Kromkant           | Mack the Knife     | Nealy Lobell    |
| 1987 | Mont de Maine      | Frankreich         | 2011 m  | 1'15"  | Borgia III       | Heinz Wewering        | Big Spender        | Ulaan           |
| 1986 | Ourasi             | Frankreich         | 2011 m  | 1'14"2 | Greyhound        | Jean-René Gougeon     | Utah Bulwark       | Super Play      |
| 1985 | Toyota Moulin      | Norwegen           | 2500 m  | 1'16"3 | Atout du Moulin  | Per Ulven             | Granit Bangsbo     | Nodesso         |
| 1984 | Lurabo             | Frankreich         | 2500 m  | 1'14"8 | Ura              | Michel-Marcel Gougeon | Lutin d'Isigny     | Pay Me Quick    |
| 1983 | Lutin d'Isigny     | Frankreich         | 2500 m  | 1'16"2 | Firstly          | Jean-Paul André       | Dartster F.        | Kombo           |
| 1982 | Keystone Patrol    | Vereinigte Staaten | 2500 m  | 1'17"  | Hickory Pride    | Heinz Gulden          | Zorrino            | Ianthin         |
| 1981 | Jorky              | Frankreich         | 2500 m  | 1'17"7 | Kerjacques       | Léopold Verroken      | Keystone Patriot   | Mustard         |
| 1980 | Idéal du Gazeau    | Frankreich         | 2500 m  | 1'15"6 | Alexis III       | Eugène Lefèvre        | Mustard            | Express Gaxe    |
| 1979 | Pershing           | Vereinigte Staaten | 2500 m  | 1'16"8 | Nevele Pride     | Berndt Lindstedt      | Meadow Matt        | Speedy Volita   |
| 1978 | Hadol du Vivier    | Frankreich         | 2500 m  | 1'16"9 | Mitsouko         | Jean-René Gougeon     | Madison Avenue     | Éléazar         |
| 1977 | Pershing           | Vereinigte Staaten | 2500 m  | 1'17"7 | Nevele Pride     | Berndt Lindstedt      | Granit             | Équiléo         |
| 1976 | Éléazar            | Frankreich         | 2500 m  | 1'17"4 | Kerjacques       | Léopold Verroken      | Dalco II           | Hassan Star     |
| 1975 | Bellino II         | Frankreich         | 2500 m  | 1'19"1 | Boum III         | Jean-René Gougeon     | Équiléo            | Gallini         |
| 1974 | Équiléo            | Frankreich         | 2500 m  | 1'19"3 | Paléo            | Bernard Froger        | Vent de l'Histoire | Jojo Buitenzorg |
| 1973 | Elsie              | Belgien            | 2525 m  | 1'19"1 | Luiz II          | F.Desoete             | Bill D             | Eskimot         |